# Schizonycha methneri
Schizonycha methneri är en skalbaggsart som beskrevs av Moser 1914. Schizonycha methneri ingår i släktet Schizonycha och familjen Melolonthidae. Inga underarter finns listade i Catalogue of Life.